# 博多をどり
博多をどり（はかたおどり）は、福岡県福岡市博多区の芸妓による舞踊公演である。毎年12月、福岡市の博多座で行われ、現代の形式になってからは2023年の時点で40年の歴史がある。博多おどりとも表記される。

## 歴史
かつて博多の芸妓は東京新橋、京都祇園と並ぶ花街の代表とされ、江戸時代後期から柳町など数々の花街があったが現在は博多検番のみとなっている。
2023年、コロナ禍で中止されていた舞踊公演が博多座で再び復活することとなった。